# Полемика
Поле́мика (др.-греч. πολεμικά — «военные дела, военное искусство» от πολέμιος — «противник; вражеский, враждебный») — разновидность спора для утверждения своей точки зрения по обсуждаемому вопросу в политической, философской, литературной или художественной сферах. Другими разновидностями спора являются прения и дискуссия.
Наряду с дискуссией полемика является одной из наиболее распространённых форм спора. С дискуссией её сближает наличие достаточно определённого тезиса, выступающего предметом разногласий, известная содержательная связность, предполагающая внимание к аргументам противной стороны, очерёдность выступлений спорящих, некоторая ограниченность приёмов, с помощью которых опровергается противная сторона и обосновывается собственная точка зрения.
Вместе с тем полемика существенно отличается от дискуссии, целью которой являются прежде всего поиски общего согласия, того, что объединяет разные точки зрения. Основная задача полемики — утверждение одной из противостоящих позиций. Полемизирующие стороны менее, чем в дискуссии, ограничены в выборе средств спора, его стратегии и тактики. В полемике может применяться гораздо более широкий, чем в дискуссии, спектр корректных приёмов. Большое значение имеют, в частности, инициатива, навязывание своего сценария обсуждения темы, внезапность в использовании доводов, выбор наиболее удачного времени для изложения решающих аргументов и т. п.
Хотя полемика и направлена по преимуществу на утверждение своей позиции, нужно постоянно помнить, что главным в споре является достижение истины. Победа ошибочной точки зрения, добытая благодаря уловкам и слабости другой стороны, как правило, недолговечна, и она не способна принести моральное удовлетворение.
В полемике, как и в споре вообще, недопустимы (нечестны) некорректные приёмы: подмена тезиса, аргумент к силе или к невежеству, использование ложных и недоказанных аргументов и т. п.